# Bougarber
Bougarber (okzitanisch: Borg Garbèr) ist eine französische Gemeinde des Départements Pyrénées-Atlantiques mit 857 Einwohnern (Stand: 1. Januar 2022) in der Region Nouvelle-Aquitaine. Administrativ ist sie dem Kanton Artix et Pays de Soubestre (bis 2015: Kanton Lescar) und dem Arrondissement Pau zugeteilt. Die Einwohner werden Bougarbersiens genannt.

## Geografie
Bougarber liegt am Fuß der Pyrenäen etwa 14 Kilometer nordwestlich von Pau im Weinbaugebiet Béarn. Umgeben wird Bougarber von den Nachbargemeinden Viellenave-d’Arthez im Norden, Uzein im Osten, Poey-de-Lescar und Beyrie-en-Béarn im Süden, Denguin im Westen und Südwesten sowie Cescau im Westen und Nordwesten.
Am östlichen Rand der Gemeinde führt die Autoroute A65 entlang.

## Geschichte
Bougarber wurde als Bastide gegründet. Lange Jahre unterhielt der Johanniterorden hier eine Kommanderie. Zwischen 1802 und 1809 war die Nachbarkommune Beyrie-en-Béarn Teil der Gemeinde.

## Bevölkerungsentwicklung
| Jahr                      | 1936 | 1946 | 1954 | 1962 | 1968 | 1975 | 1982 | 1990 | 1999 | 2006 | 2013 |
| ------------------------- | ---- | ---- | ---- | ---- | ---- | ---- | ---- | ---- | ---- | ---- | ---- |
| Einwohner                 | 295  | 289  | 273  | 372  | 376  | 403  | 469  | 600  | 650  | 683  | 811  |
| Quelle: Cassini und INSEE |      |      |      |      |      |      |      |      |      |      |      |

## Sehenswürdigkeiten
- Kirche Notre-Dame aus dem 17. Jahrhundert mit späteren Umbauten
- Tor zum historischen Ortskern